# جون وود (سياسي أمريكي، مواليد 1798)
جون وود (بالإنجليزية: John Wood)‏ هو سياسي أمريكي، ولد في 20 ديسمبر 1798 في Sempronius, New York ‏ في الولايات المتحدة، وتوفي في 4 يونيو 1880 في كوينسي في الولايات المتحدة. نشط حزبياً في الحزب الجمهوري. وقد انتخب حاكم إلينوي ‏ (18 مارس 1860 – 14 يناير 1861) وانتخب Lieutenant governor ‏.